# ソデグロヅル
ソデグロヅル（袖黒鶴、Leucogeranus leucogeranus）は、鳥綱ツル目ツル科ソデグロヅル属に分類される鳥類。

## 分布
アフガニスタン、イラン北部、インド北部、中華人民共和国東部、パキスタン、ロシア東部および中部
夏季にロシア北東部（東部個体群）や中北部（西部個体群）で繁殖し、冬季になると鄱陽湖（東部個体群）、インド北部やイラン北部（西部個体群）で越冬する。日本では冬季に越冬のためまれに飛来（冬鳥）する。

## 形態
全長125-137センチメートル。翼開張230-260センチメートル。額から眼先、顔にかけて羽毛が無く赤い皮膚が裸出する。全身の羽衣は白い。初列雨覆や初列風切が黒く、和名の由来になっている。静止時にはこれらが隠れるため、全身が白く見える。
虹彩は黄色や淡黄色。嘴は太くて長い。これにより水底にある植物の根を食べるのに適していると考えられている。嘴は淡赤色や暗赤色、灰赤褐色。後肢は淡赤色。
幼鳥は上面や翼の羽毛が黄褐色みを帯びる。

## 生態
湖沼、湿原、干潟、農耕地などに生息する。
食性は植物食傾向の強い雑食で、植物の芽、根、果実、種子、昆虫、魚類、カエル、小型哺乳類などを食べる。繁殖地では動物食傾向が強いが、越冬地や渡りの途中では植物食傾向が強い。
繁殖形態は卵生。ペア間では頭部を伸ばして上下に振りながら、翼を半開きに広げて鳴き声を交わしあう。1回に1-2個の卵を産む。抱卵期間は27-29日。

## 人間との関係
西部個体群は渡りの途中に飛来するアフガニスタンやパキスタンでは政情が不安定な上にツル類を狩猟する習慣があることから絶滅の危険性が高いと考えられ、越冬地のイランでも漁業による影響が懸念されている。最大の越冬地である鄱陽湖では三峡ダム建設による環境の変化が懸念されている。イランでは政府や研究者、国際ツル財団による啓蒙活動が進められ、インドでは越冬地がケオラデオ国立公園として保護されている。
- 中国国家一級重点保護野生動物